# 홍현석
홍현석(洪賢錫, 1999년 6월 16일~)은 대한민국의 축구 선수로 포지션은 중앙 미드필더, 공격형 미드필더이다. 현재 프랑스 리그앙의 낭트와 (마인츠 05에서 임대) 대한민국 축구 국가대표팀에서 활동하고 있으며 2022년 아시안 게임 금메달리스트이다.

## 구단 경력

### 울산 현대 & SpVgg 운터하힝
서울특별시 강서구 화곡동 출신으로 2018년 울산 현대고등학교 졸업 후 K리그1의 울산 현대 입단 직후 독일 3. 리가의 SpVgg 운터하힝으로 임대 이적하여 2017-18 시즌에는 U-19팀 소속으로 10경기, 2018-19 시즌에는 성인팀에서 10경기 출전을 기록했다.

### LASK & FC 유니오즈
2019-20 시즌을 앞두고 오스트리아 분데스리가의 LASK의 리저브팀이자 오스트리아 2. 리가 소속팀인 FC 유니오즈로 임대 이적을 확정지은 후 2019-20 시즌 공식전 30경기 5어시스트를 기록했다.
이후 2020년 8월 LASK로 완전 이적한 뒤 2019-20 시즌동안 활동했던 FC 유니오즈로 또 다시 임대 이적하여 2020-21 시즌 공식전 24경기 2골 4어시스트로 맹활약하며 LASK 1군팀과의 2년 재계약에 성공했다.
그리고 2021-22 시즌을 앞두고 1군팀인 LASK에 합류하여 2021-22 시즌 공식전 40경기 1골 8어시스트의 맹활약으로 팀의 2021-22년 UEFA 유로파컨퍼런스리그 16강 진출, 2021-22 오스트리아컵 8강 진출에 기여했고 특히 슬라비아 프라하와의 2021-22년 UEFA 유로파컨퍼런스리그 16강 2차전에서 팀의 3번째 득점을 어시스트하며 4-3 승리를 이끌었으나 1차전에서 당한 1-4 대패의 여파를 극복하지 못하고 2골차(1·2차전 합계 5-7)로 패하며 8강 문턱에서 고배를 마셨다.

### KAA 헨트
2022-23 시즌에서도 LASK 소속으로 4경기 2어시스트를 기록하며 활약을 이어가다가 2022년 8월 9일 계약 기간 3년, 이적료 20억원에 벨기에 프로 리그 소속팀인 KAA 헨트와 입단 계약을 체결했고 헨트 이적 후 KV 오스텐더와의 2022-23 벨기에 프로 리그 4라운드 경기에서 벨기에 리그 데뷔전을 치르자마자 전반 29분경 벨기에 리그 데뷔골을 환상적인 바이시클 킥으로 장식하며 팀의 3-1 완승에 기여했다.
이후 2022-23 시즌 현재까지 공식전 54경기 9골 8어시스트로 유럽 리그 진출 이래 개인 커리어 하이 기록을 경신하며 팀의 벨기에 컵 8강 진출, 2022-23년 UEFA 유로파컨퍼런스리그 8강 진출을 이끌었고 이와 더불어 2022년 10월에는 팀내 이달의 골과 이달의 선수상을 모두 휩쓸면서 헨트의 확실한 주전 미드필더로 자리를 굳혔다.

## 국가대표팀 경력

### 대한민국 청소년 올림픽
2014년 8월 중국 난징에서 열린 2014년 하계 청소년 올림픽 축구 대표팀의 일원으로 4경기에 출전하여 은메달을 목에 걸었다.

### 대한민국 U-17
대한민국 U-17 대표팀의 일원으로 5경기에 출전했지만 2016년 AFC U-16 챔피언십 본선 엔트리에는 이름을 올리지 못했다.

### 대한민국 U-23
2022년 AFC U-23 아시안컵 본선 3개월 전인 2022년 3월 U-23 대표팀 동계 훈련에 합류한 뒤 2개월 후인 같은 해 5월에 발표된 U-23 아시안컵 본선 엔트리에 자신의 이름을 올렸다.
이후 2018년 대회 준우승팀인 베트남과의 C조 조별리그 2차전에서 후반 15분 교체 투입되자마자 조영욱의 득점을 어시스트했고 전 대회에서 처음으로 8강에 오른 태국과의 최종전에서도 후반 45분 양현준과 교체될 때까지 거의 풀타임을 소화하며 팀의 5회 연속 U-23 아시안컵 8강 진출에 기여했다.
비록 라이벌 일본과의 8강전에서 0-3으로 완패를 당하면서 사상 처음으로 U-23 아시안컵 준결승 진출 실패의 고배를 마셨지만 해당 대회 4경기에 모두 출전하며 가장 두각을 드러낸 U-23 대표팀 선수 중 하나로 손꼽힌 것은 물론 이 대회를 통해 대한민국 축구 국가대표팀의 미래를 이어갈 유망주로 주목을 받았다.
그리고 이듬해에 항저우에서 열린 2022년 아시안 게임에 대한민국 국가대표로 참가했다. 그는 이 대회 7경기에서 3골을 터뜨리며 대한민국의 아시안 게임 3연패이자 통산 6번째 아시안 게임 금메달 획득에 기여했다.

### 대한민국 대표팀
2023년 6월 5일 페루와 엘살바도르와의 2차례 친선 경기를 앞두고 발표된 23인 엔트리에 이름을 올리며 생애 첫 대한민국 A대표팀에 발탁되었다.
그리고 열흘 후이자 자신의 생일인 6월 16일 부산아시아드주경기장에서 열린 페루와의 친선 경기에서 후반 17분경 이재성과의 교체 투입을 통해 국제 A매치 데뷔전을 치렀으나 팀은 0-1의 아쉬운 석패를 안으며 위르겐 클린스만 감독 부임 이후 첫 승에 또 다시 실패했다.

## 수상 내역

### 국가대표팀
대한민국 U-17
- 청소년 올림픽 : ●은메달 (2014)

 대한민국 U-23
- 아시안 게임 : ●금메달 (2022)

### 개인
- KFA 시상식 남자초등부 최우수선수상 : 2011
- 차범근 축구대상 : 2012
- KAA 헨트 이달의 골 : 2022년 10월
- KAA 헨트 이달의 선수 : 2022년 10월